# Jan Clason
Johan "Jan" Clason, född 1704 i Stockholm, död 1790, var en svensk affärs- och industriman.

## Biografi
Jan Clason var son till Johan Clason. Han erhöll en grundlig merkantil utbildning och var på 1730-talet som chef för firman Alström och Clason bosatt i London, där han tjänstgjorde som svensk vicekonsul. I början av 1740-talet återvände Clason till Stockholm och efter faderns död 1747 övertog han för arvingarnas räkning ledningen för Blasieholmsvarvet, som under hans tid byggde fartyg för Ostindiska kompaniet. Efter brodern Jacobs död 1750 blev Jan Clason även disponent för Graninge bruk. Han kom att intressera sig mycket för bruksförvaltningen och överlät därför 1769 Blasieholmsvarvet på sin brorson Jacob Ephraim. På 1770-talet kom han i konflikt med landshövdingen Carl Bunge som var gift med en brorsdotter till Jan Clason. Processen slutade med utslag till nackdel för Jan Clason som 1785 begärde sig i konkurs. Han ägnade sig även åt nationalekonomisk forskning och skrev ett stort antal uppsatser i ämnet, bland annat Jämförelse mellan brukshandteringens och trähandelns nytta för riket (1752). Clason invaldes 1745 i Kungliga Vetenskapsakademien och höll som dess preses 1751 och 1760 uppmärksammade tal om svensk handelshistoria.